# 아부시반금련
《아부시반금련》(중국어: 我不是潘金莲)은 2016년 개봉한 중국의 코미디 영화로, 펑샤오강이 감독을 맡았다. 2017 아시안 필름 어워드 작품상 수상작이다.

## 출연

### 주연
- 판빙빙
- 장자이
- 위허웨이
- 동성붕

### 조연
- 곽도